# Northrise University
Die Northrise University (NU) ist eine christliche Hochschuleinrichtung mit Sitz in Ndola in Sambia. Die Universität unterhält zwei Campusbereiche, an ihrem Hauptstandort in Ndola und den zweiten in Solwezi.
Die Northrise University wurde im Jahre 2004 von Doreen und Moffat Zimba gegründet. Die NU bietet Studiengänge in Theologie, Informations- und Kommunikationstechnologie, ferner in Recht, Gesundheit und Sozialwissenschaften sowie Wirtschaft an. Es können Bachelor- und Masterabschlüsse erworben werden. Der Bereich Erziehungswissenschaften befindet sich im Aufbau (2018). Es werden Direkt- und Fernstudiengänge durchgeführt. Die Northrise University bietet ihren Studenten Unterkunft und Verpflegung.
Die NU baut seit 2007 eine 200 Hektar große Farm an der Straße zwischen Ndola und Kitwe für eine künftige landwirtschaftliche Fakultät auf.